# Južna železnica
Južna železnica (nemško Südbahn) je 577,2 km dolga dvotirna železniška proga, ki je povezala Dunaj s Trstom. 
Cesarska južna železnica je predstavljala le del celotne železniške infrastrukture v Avstrijskem cesarstvu. Ker je bil Dunaj glavno mesto monarhije in je železnica do Trsta ležala južno od njega, se je proge prijelo poimenovanje »Južna železnica«.
Načrtovanje železniške proge od Dunaja proti Trstu so v Avstriji začeli že leta 1837. Leta 1839 je koncesijo za gradnjo proge z Dunaja proti jugu dobil bančnik Georg Sina, toda že 23. decembra 1841 je država izdala dvorni dekret, s katerim je gradnjo in kasnejše upravljanje prevzela družba Südbahn Gessellschaft.

## Upravljanje in vzdrževanje
Avstrijski del Južne železnice danes upravljajo Avstrijske državne železnice ÖBB, slovenski del Slovenske železnice , italijanskega pa upravljavec železniške infrastrukture Rete Ferroviaria Italiana (RFI). Od 11. junija 2021 po dolgem času prekinitve spet vozi direktni vlak med Dunajem in Trstom, čeprav se za večino povezav še vedno prestopa v Ljubljani na mednarodne vlake in v Opčinah na tržaški mestni promet.

## Gradnja proge

### Odsek Dunaj–Gradec
Leta 1842 je bil zgrajen odsek proge Dunaj–Gloggnitz, ki naj bi bil priključen Južni železnici. Južna železnica se je začela v Mürzzuschlagu ob južnem vznožju Semmeringa. Gradnja proge čez Semmering je predstavljala težaven odsek, ki so ga začeli graditi že leta 1842, vendar dela začasno odložili. Gradnje so se ponovno lotili leta 1848 in jo do leta 1854 tudi uspešno zaključili. Odsek Mürzzuschlag–Gradec so gradili dve leti in leta 1844 je sledilo slovesno odprtje.

### Odsek Gradec–Celje
Progo od Gradca naprej so načrtovali v dveh različicah. Ena naj bi vodila od Gradca preko Ptuja do Poljčan ter dalje v Celje, druga pa čez Maribor do Celja. Odločili so se za slednjo, saj je predstavljala krajšo razdaljo in trasa je potekala po primernejšem terenu. Gradbena dela na tem odseku je vodil inšpektor T. Blumfeld pod nadzorstvom inženirja Carla Ghege. 1. novembra 1845 je pod vodstvom Ghege pripeljala na poskusni vožnji iz Gradca do Pesnice na slovensko ozemlje prva lokomotiva. 2. junija 1846 je bila slavnostno odprta železniška proga med Gradcem in Celjem. Gradnja tega odseka je nazorno prikazana v Muzeju južne železnice v Šentjurju. 

### Odsek Celje–Ljubljana
Progo od Celja do Ljubljane so načrtovali že v letih 1842 in 1843, vendar jim je povzročala precej težav. Zasnovali so tri različice: dve od Celja po Savinjski dolini, ena naj bi potekala do Kamnika skozi Tuhinjsko dolino, druga pa čez Vransko pod Trojanami do Domžal. Tretja različica je vodila ob toku Savinje iz Celja do Zidanega Mosta in od tam skozi sotesko ob reki Savi do Litije in naprej do Ljubljane. Kljub temu, da je bila tretja varianta zaradi ozke savske doline med Zidanim mostom in Litijo drzna ideja, je bila sprejeta. Odločitev je podpiralo predvsem dejstvo, da so bile v okolici Hrastnika, Trbovelj in Zagorja odkrite velike zaloge kvalitetnega premoga, ki pa jih zaradi slabih prometnih povezav ni bilo mogoče izkoriščati v večjem obsegu. Načrtovalci so se zavedali težav, ki so jih čakale v savski dolini, npr. skalni plazovi, številni hudourniki, redka poseljenost krajev ... 
Leta 1845 so se začela prva pripravljalna in meritvena dela, leto kasneje pa so začeli gradnjo. Od Celja proti Zidanemu Mostu so dvakrat prečkali reko Savinjo, tretjič še v Zidanem Mostu. Za tiste čase je bil tehnično posebno znamenit v loku zgrajen most čez Savinjo v Zidanem Mostu. Gradil ga je inženir Edvard Heider, poznejši lastnik steklarne v Hrastniku. Most so gradili tri leta, od 1846 do 1849. Progo Celje–Zidani most je gradil zidarski mojster Johan Piko iz Beljaka, z delavci iz Furlanije, Primorja in Češkega. Gradnja proge je bila težka in nevarna: med Hrastnikom in Trbovljami so izkopali 136,5 m dolg predor, za delavce pa so bile najbolj nevarne strme skale nad strugo Save. Zaradi pomanjkanja prostora so postajna poslopja za postaje Hrastnik, Trbovlje in Zagorje gradili v loku, kar je pozneje zelo oviralo razvoj tovornega prometa. Dodatne preglavice so povzročali tudi ovinki skozi savsko sotesko. Inženir Carl von Ghega, ki je bil vrhovni inženir gradnje Južne železnice, je vse težave odlično premagal. Poleg domačih je pri gradnji proge sodelovalo še okrog 12.000 tujih delavcev, ki pa so povzročali nemalo težav. Zato so v Trbovljah, Zagorju in Hrastniku za red morale skrbeti vojaške čete.
Pri gradnji proge od Litije proti Ljubljani, razen gradnje mostu čez Savo in predora pri Pogoniku, graditelji niso imeli večjih težav. Ljubljanska železniška postaja je bila zgrajena 18. aprila 1848. Gradnjo postaje sta prevzela podjetnika Benjamin Pichler in Jože Stare, nadzor pa je vodil Ferdinand Hoffman. Uradna otvoritev proge Celje–Ljubljana je bila 16. septembra 1849, vendar je prvi vlak z vagoni v Ljubljano pripeljal že 18. avgusta 1849, na rojstni dan cesarja Franca Jožefa I.

### Odsek Ljubljana–Trst
Terenske razmere za progo Ljubljana–Trst so proučevali že od leta 1842. Teren je bil težaven zaradi Ljubljanskega barja, kraških značilnosti (jame, kotline, podzemeljske vode ...), nazadnje pa je bil tu še neizogiben spust do morja. Nastalo je več variant poteka proge. Sprva so preučevali možnosti, da bi se izognili barju. Ena od različic je predvidevala, da bi proga tekla najprej po Gorenjski, nato po Poljanski dolini do Žirov, skozi predor v dolino Idrijce in ob njenem toku do Soče ter naprej do morja. Po temeljitemu premisleku in primerjanju soške in kraške proge so se v Ljubljani leta 1849 pod vodstvom Carla Ghege odločili za kraško varianto. Iz primerjave prog, ki so jo pozneje objavili v časniku Austria lahko povzamemo, da je bila kraška proga za 6 milj krajša od soške in trdili so tudi, da bo cenejša, ter da bo zgrajena dve do tri leta prej kot soška. Toda tudi kraška proga je imela nekaj šibkih točk – Ljubljansko barje, pomanjkanje površinske tekoče vode, nevarnost burje in snežnih zametov. Popolno neznanko je predstavljalo Ljubljansko barje, zaradi česar so se povečali gradbeni stroški in podaljšal se je čas. Najprej so sondirali teren, nato pa so pričeli z odvodnjavanjem barja. Več kot tri leta so zasipali močvirje in gradili nasipe.
Za barjem se je vzpon stopnjeval vse do prehoda čez borovniško dolino. Tu so zgradili 561 m dolg in 38 m visok borovniški viadukt, ki je imel dve nadstropji. Mogočen objekt je več desetletij veljal za največji zidani most v srednji Evropi.
Na zahodni strani (čez današnjo traso avtoceste) je bil zgrajen drugi, 230 m dolg in 28 m visok viadukt, t. i. Štampetov most, vendar ni tako veličasten, kot je bil borovniški. Proga se je vzpenjala skozi notranjske gozdove in je najvišjo točko 600 mnm dosegla pri Postojni. Na kraški planoti so se srečevali s tipično kraško pokrajino – kraškimi vrtačami, uvalami in dolinami. Poleg tega je bilo treba na Krasu urediti še preskrbo z vodo, ki je bila nujna za parno vleko. Pri Gornjih Ležečah so zato zajeli izvir pitne vode v dva zbiralnika. Od tam je tekla voda po 38 km dolgem vodovodu do železniških postaj Divača, Sežana in Prosek. Pri Nabrežini blizu Trsta so zgradili 646 m dolg in 19 m visok viadukt. Sledil je še 319 m dolg in 19 m visok viadukt pri Barkovljah ter 2,75 m širok predor. Pred železniško postajo Južne železnice so zgradili še pokrit in zastekljen nadvoz z namenom, da bi preprečili možnost okužbe potnikov s nalezljivimi boleznimi, zaradi bližine lazareta tržaškega pristanišča.
Graditelji so 20. novembra 1856 priredili prvo vožnjo iz Ljubljane do Postojne. Odsek med Ljubljano in Trstom so uradno odprli 27. julija 1857, v navzočnosti številnih uglednih oseb, na čelu s cesarjem Francem Jožefom in štirimi nadvojvodami, vendar tedaj stavbe sedanje glavne železniške postaje v Trstu (Trieste Centrale (1878)) še niso niti pričeli graditi. Odprtje železniške proge so združili z odprtjem tržaškega vodovoda. Med gradnjo proge so namreč naleteli na vir pitne vode, ki so jo črpali do višje ležečega vodnega stolpa in nato speljali do Nabrežine, od koder je vodovod potekal pod železniškimi tiri do Trsta.

## Sedanje železniške proge in povezave
Trasa nekdanje južne železnice je danes razdeljena na: 

Avstrija:
Slovenija:
- Železniška proga Zidani Most–Šentilj–d. m.
- Železniška proga Ljubljana–Dobova–d. m. odsek (do postaje Zidani Most)
- Železniška proga Ljubljana–Sežana–d. m.

Italija:
- odsek Sežana - Opčine
- odsek Opčine -  Trst (Campo Marzio), na tem odseku ni potniškega prometa, postaja je spremenjena v železniški muzej
- končna postaja Trst Center (Trieste Centrale), do nje tiri potekajo po spremenjeni trasi

(za potnike je iz  postaje Trieste Centrale na postajo Opčine urejen nadomestni avtobusni prevoz).

## Znane osebnosti
- Carl von Ghega
- Nadvojvoda Janez
- Josip Cugmus